# Chemotaksonomia
Chemotaksonomia (chemosystematyka, taksonomia chemiczna) – dziedzina taksonomii wykorzystująca dane chemiczne w celu ulepszenia systematyki organizmów żywych. Dostarcza informacji bardziej podstawowych w porównaniu z morfologią i cytologią. Rozwija się od lat 60. XX wieku i jako stosunkowo młoda metoda badawcza, przyczyniła się do wprowadzenia istotnych zmian w stosunku do wcześniejszych systemów, odgadujących powiązania filogenetyczne organizmów na podstawie prostego podobieństwa morfologicznego. Najbardziej użyteczne w taksonomii są badania nad następującymi grupami związków chemicznych: metabolitami pierwotnymi i wtórnymi oraz nośnikami informacji genetycznej (kwasami nukleinowymi i białkami).